# Buddleja cuneata
Buddleja cuneata är en flenörtsväxtart som beskrevs av Adelbert von Chamisso. Buddleja cuneata ingår i släktet buddlejor, och familjen flenörtsväxter. Inga underarter finns listade i Catalogue of Life.